# Чимпой
Чимпо́й (рум. cimpoi) — молдавский духовой язычковый народный музыкальный инструмент, разновидность волынки.
Чимпой состоит из меха и 3 деревянных трубок — 1 для нагнетания воздуха и 2 игровых: мелодической (цельной, конической формы длиной около 20 см, с раструбом из коровьего рога и 7—8 игровыми отверстиями) и т. н. бурдонной (басовая, непрерывно звучащая, состоит из 3 раздвижных колен; настроена в кварту или в октаву по отношению к мелодической). В трубки вставляются одинарные трости.
Мех для чимпоя делают из козьего или овечьего бурдюка. Раньше считалось, что для лучшего звучания мех надо делать из молочного козлёнка, с которого живьём снимали шкуру. Мех часто покрывают вышитой тканью.
На чимпое исполняют мелодии, украшенные мелизмами, трелями, форшлагами. Инструмент издаёт сильные, резкие и однообразные по тембру звуки. Звукоряд диатонический. Чимпой применяется как сольный и ансамблевый инструмент.
Чимпой распространён в Молдавии.

## Галерея

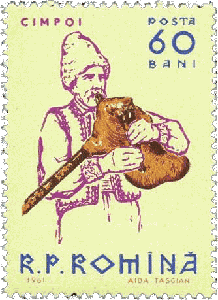
Румынская марка
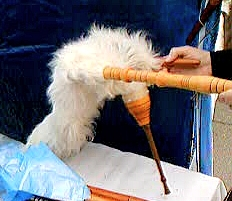
Чимпой
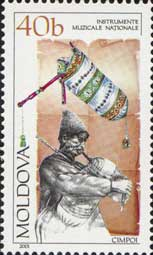
Молдавская марка
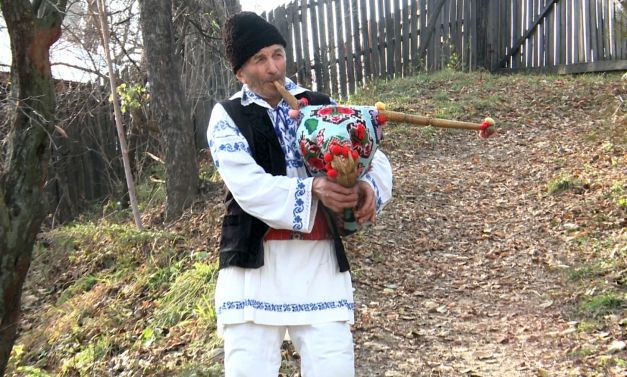
Румынский исполнитель на чимпое